# 君想う花
「君想う花」（きみおもうはな）は、日本のJ-POPユニット、ET-KINGの11枚目（メジャー9枚目）のシングルである。発売元はユニバーサルミュージック。

## 収録曲
1. 君想う花
作詞：ET-KING、作曲：ET-KING & NAOKI-T
Produced by NAOKI-T
2. パーッと行こう!
3. 君想う花 (Instrumental)
作詞：ET-KING、作曲：ET-KING & NAOKI-T
Produced by NAOKI-T
4. パーッと行こう! (Instrumental)

## タイアップ
日本テレビ系「音楽戦士 MUSIC FIGHTER」3月エンディングテーマ曲

## 収録アルバム
- U